# Forte de Nossa Senhora da Praia dos Anjos

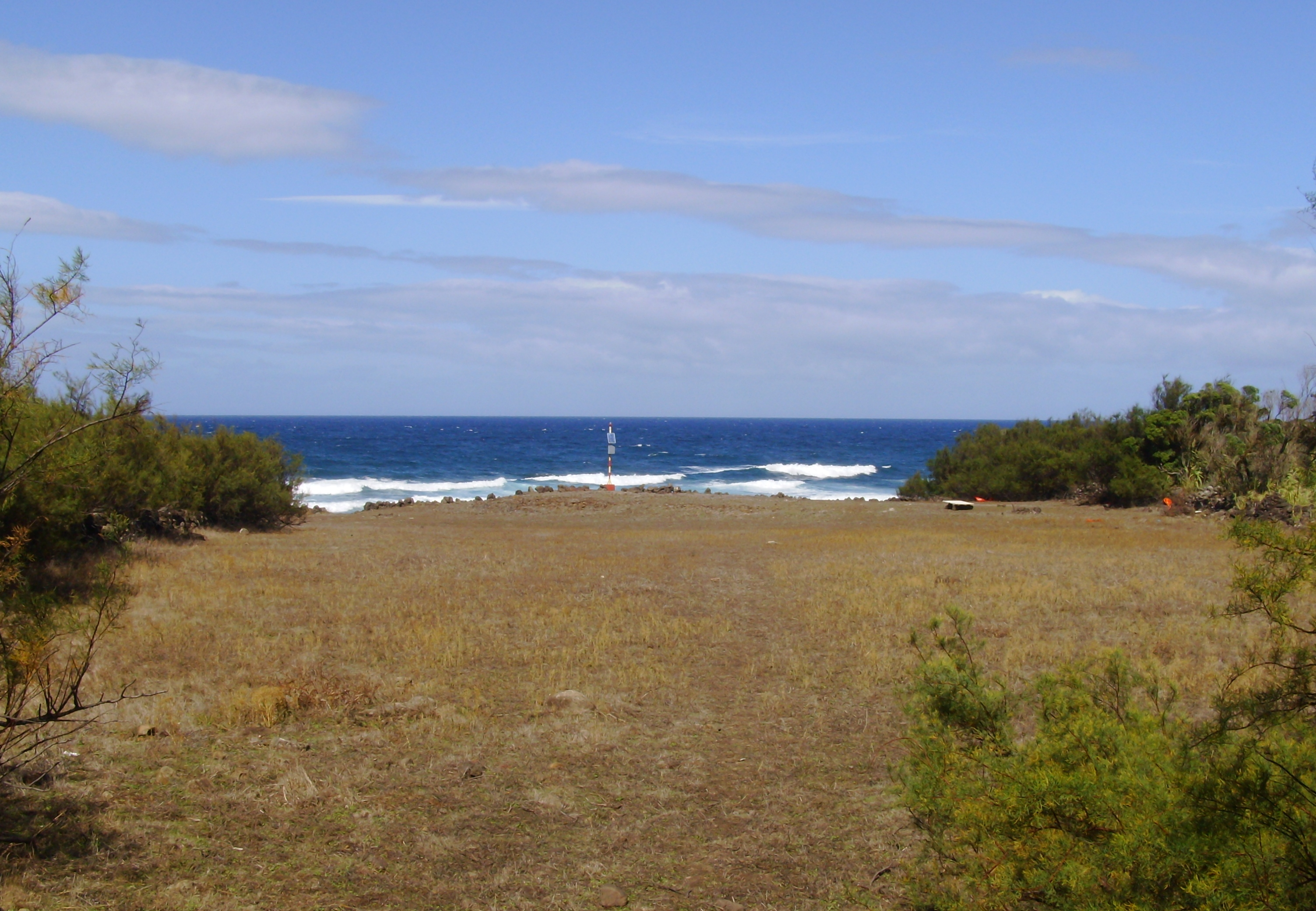
Forte dos Anjos (vestígios): panorâmica.

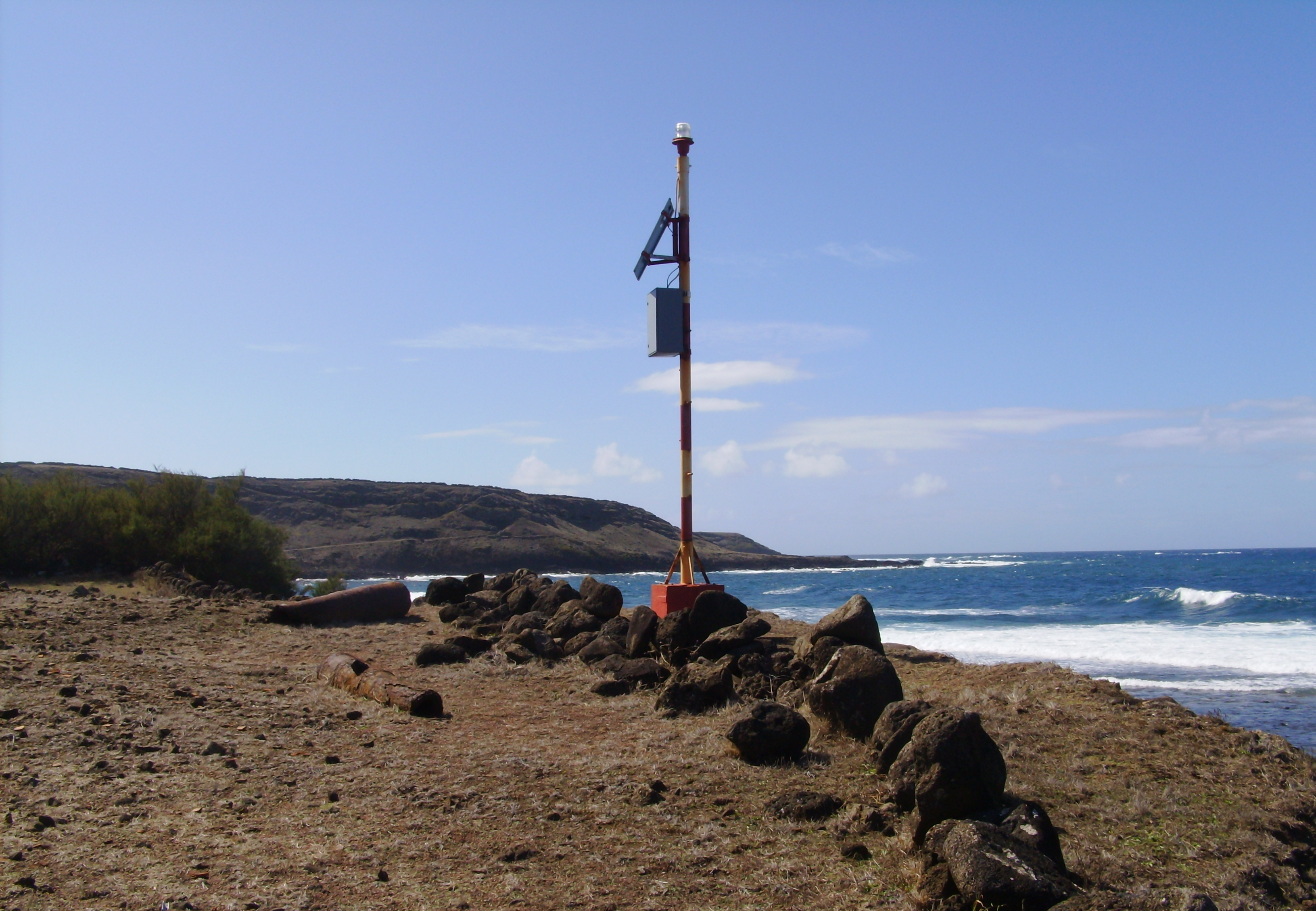
Forte dos Anjos (vestígios).

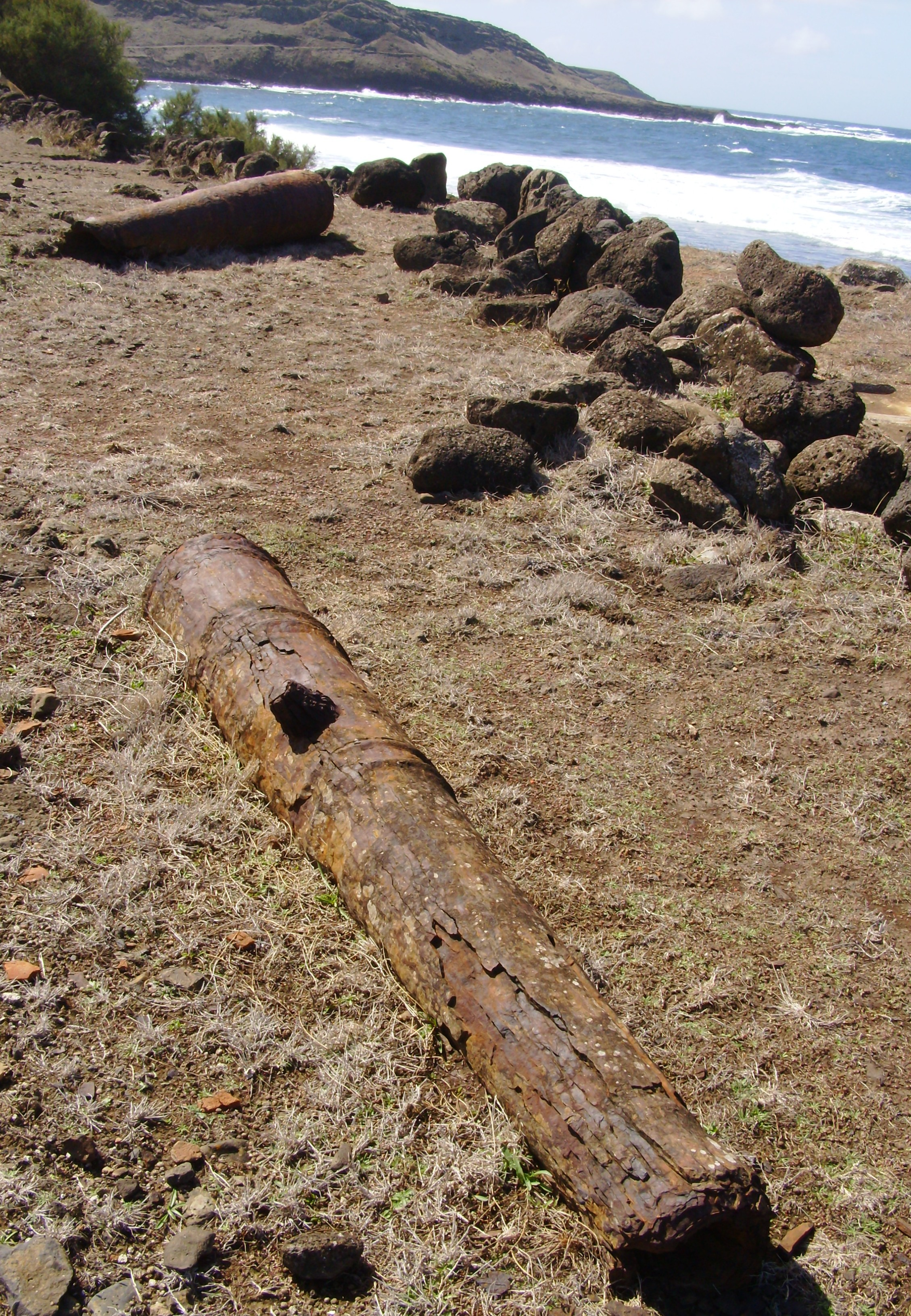
Forte dos Anjos (vestígios): detalhe da artilharia.

O Forte de Nossa Senhora dos Anjos localizava-se no lugar dos Anjos, na freguesia de Vila do Porto, concelho de mesmo nome, na ilha de Santa Maria, nos Açores. Nas suas imediações ergueu-se mais tarde a antiga Fábrica de Conservas Corretora.
Em posição dominante sobre este trecho do litoral noroeste da ilha, constituiu-se em uma fortificação destinada à defesa deste ancoradouro contra os ataques de piratas e corsários, outrora frequentes nesta região do oceano Atlântico.

## História
O Forte ou “Castelo de Nossa Senhora dos Anjos“  foi mandado construir pelo Dr. Manuel Luiz Pereira de Melo,  Juiz de Fora da Cidade de Ponta Delgada e Corregedor da Ilha de Santa Maria, que exerceu o cargo no período compreendido entre 4 de Novembro de 1737 e 4 de Abril de 1742. 
Em visita efectuada pelo dito Corregedor aos Castelos da ilha de Santa Maria, ao ter conhecimento que a baía da praia de Nossa Senhora dos Anjos já tinha sido invadida por corsários mouros que tinham levado pessoas cativas, e, que de outra vez ali tinham  assaltado um navio, decidiu que era necessário construir um Castelo que a defendesse.
Sabendo que a Câmara não tinha bens  com que o pudesse construir, decidiu à custa e despesa da Corregedoria construir um Castelo com sete peças de artilharia e duas casas de abóbada.
Após a construção, verificou-se que o Castelo e respectivas Casas tinham entrado por um cerrado pertencente ao Reverendo Padre Joaquim Francisco de Morais  e Lemos;
Achou também o Corregedor  que o caminho de acesso ao Castelo  fazia algumas voltas,  o que o tornava distante e difícil para o serviço do mesmo  e que para este ficar melhor servido, o melhor  era fazer-se um caminho e serventia  principiando no caminho público junto à igreja de Nossa Senhora dos Anjos  directo ao Castelo;
Para isso era preciso atravessar pelo meio de dois cerrados,  um pertencente ao Reverendo Padre Joaquim Francisco de Morais e outro ao pai deste, o Capitão António Velho Cabral. Ajustou com os dois  a compra da terra por onde tinha entrado o Castelo, respectivas Casas e também o caminho, com largura que pudesse andar um carro com seus bois, de que foi efectuada escritura pública no ano de 1739,  pelo Tabelião Francisco da Cunha Pacheco.
Adquiriu também pelo mesmo título o direito a um pátio, na terra defronte do portão do Castelo, em que pudesse rodear um carro e voltar como fosse necessário, entre outros direitos referidos na escritura de compra.
A 24 de Outubro de 1739, foi nomeado pela Câmara o primeiro Tenente e o primeiro Condestável do novo Castelo dos Anjos -  João Bernardo Soares de Souza Albuquerque   e o “mestre”  José de Souza,  respectivamente .
Por acordão de 2 de Novembro de 1739 a Câmara decidiu passar mandato ao depositário da  “ finta do barro”,  para pagamento ao Corregedor e ao escrivão da Correição, das despesas efectuadas por ordem do Corregedor  na construção do Castelo dos Anjos.
A 30 de Maio de 1766 foram arrematadas pela Câmara obras de pedreiro para a Casa da Vigia de Nossa Senhora dos Anjos e mais tarde, a  10 Dezembro 1806, outro acordão da Câmara volta a referir a obras de reparação da Casa da Vigia dos Anjos.
A informação de 1816 do Capitão engenheiro Francisco Borges da Silva, a respeito do Castelo da Senhora dos Anjos refere a existência de apenas «...seis peças de artilharia em mau estado...», em vez das sete peças iniciais, o que não constitui surpresa, pois existem diversos casos documentados de transição de peças de artilharia e outros acessórios de umas  fortificações para outras.
Em 1817, uma vistoria ao Castelo de Nossa Senhora dos Anjos, e aos fortes da Lage e Cabrestante, efectuada pelo Capitão Luiz de Figueiredo Falcão e pelo Condestável Francisco José Cabral indicou serem necessários os seguintes aprestos:
« …Seis carretas -  sacatrapos seis – Pés de Cabra seis – Caxorras seis – Diamantes seis. Igualmente participo a V. S.ª que as muralhas do Castelo de Nossa Senhora dos Anjos carecem de serem reteficadas com cal e a casa q. está junta ao dito ser feita de novo por se achar abatida p.ª nela se recolherem as peças e outro sim carecem de ser retelhadas e encaliçadas para evitar a ruína que o tempo lhe faz.».
No final de 1819 foram entregues aos comandantes do Castelo de N.ª Sr.ª. dos Anjos, Manuel da Camara Albuquerque e Luis Francisco Velho da Câmara,  39 balas de calibre 5 e em Maio de 1820 foram entregues aos mesmos comandantes: « um Repairo com seus preparos  Calibre 7 ...» , (entre outros  acessórios de artilharia e munições).
Em Junho de 1820,  uma relação dos Calibres das Peças de artilharia existentes  nas fortificações da ilha de Santa Maria aponta para a existência de apenas  2 peças activas no Forte dos Anjos,  de calibres 5 e 7. 

FIGUEIREDO (1960) assim refere o local e a sua fortificação em 1815: "Este sítio [o lugar dos Anjos] era uma boa Caloira e ainda tem rasteiros de boas vinhas, tem um castello com seis peças e caza de vigia, (...)."
Mais adiante, refere:
"Apoz [para adiante do porto de Sancta Anna] está o Castello de N. S.ª dos Anjos com seis peças inferiores e por fora um grande baixio, que bota mais d'uma legoa ao mar Norte sul."
E finaliza: "- O Forte chamado a Lage sito em N. S.ª dos Anjos ao Noroeste, (com desaseis digo) com seis peças corrutas dos tempos, e tem vigia."
A "Relação" do marechal de campo Barão de Bastos em 1862 informa que se encontra muito arruinado.
Hoje desaparecido, no local ainda se encontram, abandonadas, duas antigas peças de artilharia de ferro, em adiantado estado de corrosão.